# Eois pyraliata
Eois pyraliata là một loài bướm đêm trong họ Geometridae.